# Julio Luna Pérez
Julio Luis Luna Pérez (Puerto Rosario de Laberinto, 7 de mayo de 1975) es un político peruano. Fue alcalde del distrito de Laberinto entre 2015 y 2018.
Nació en Puerto Rosario de Laberinto, Perú, el 7 de mayo de 1975, hijo de Silvestre Efraín Luna Camacho y Norma Pérez de Luna. Cursó sus estudios primarios y secundarios en la ciudad de Cusco. No cursó estudios técnicos ni superiores.
Su primera participación política se dio en las elecciones municipales de 2014 cuando fue elegido como alcalde del distrito de Laberinto por el partido Democracia Directa. Tras su gestión y debido a la prohibición de reelección de las autoridades ediles, participó en las elecciones regionales del 2018 como candidato a presidente del Gobierno Regional de Madre de Dios por Avanza País sin obtener la representación.